# Arresto preventivo
Arresto preventivo, título original en francés Garde à vue, es un drama criminal psicológico francés de 1981 dirigido por Claude Miller y protagonizado por Romy Schneider, Michel Serrault, Lino Ventura y Guy Marchand. Está basada en la novela británica Brainwash de 1979, de John Wainwright.
Ganó el Premio César al Mejor guion, Mejor Actor y Mejor Actor de Reparto. La película tuvo 2.098.038 espectadores en Francia y fue la 17ª película más taquillera del año. 

## Trama
Jérôme Martinaud, un abogado rico e influyente de una pequeña ciudad francesa, cae bajo sospecha por la violación y el asesinato de dos niñas. Es el único sospechoso, pero las pruebas en su contra son circunstanciales. Mientras la ciudad celebra la víspera de Año Nuevo, la policía, dirigida por el inspector Antoine Gallien, que investiga el caso de doble violación y asesinato, lleva al abogado para interrogarlo. Al principio con cortesía, pero luego con menos cuidado, el equipo de interrogatorios formado por los inspectores Gallien y Marcel Belmont desbarata la coartada del sospechoso. Lo interrogan hora tras hora mientras Martinaud sigue manteniendo su inocencia. Aprendemos todo sobre la evidencia; conocemos a Chantal, la esposa de Martinaud, quien le cuenta a Gallien sobre la ruptura entre ellos y su origen, que puede ser una niña de ocho años (Camille) de la que Martinaud estaba enamorado. Ante pruebas abrumadoras y sintiéndose decepcionado por su esposa, Martinaud confiesa las dos violaciones y asesinatos. Sin embargo, se descubre un cadáver reciente dentro del maletero de un coche que se denunciaba como robado, y el propietario del coche resulta ser culpable del crimen, exonerando a Martinaud. Martinaud sale de la comisaría y encuentra a su esposa, que se ha suicidado.

## Producción
Claude Miller rodó poco antes dos largometrajes, La mejor manera de andar y Dites-lui que je l'aime. Si el primero fue bien recibido por la crítica y el público,  el segundo fue un fracaso comercial.   Además, su nuevo y ambicioso proyecto, La Java, en el que habrían participado Patrick Dewaere y Miou-Miou, no llegó a buen término debido a la financiación. Otras perspectivas, incluida una colaboración con Jean-Paul Belmondo, también fracasaron.  Miller luego se dedicó a la publicidad. 
El guionista Michel Audiard descubrió la novela de John Wainwright,  publicada en la Série noire en 1980, y llevó el proyecto a Les Films Ariane. Se lo sugirieron a Claude Miller, que encontró similitudes con La mejor manera de andar, en particular la cuestión de la intolerancia hacia las prácticas sexuales "desviadas",   decidió hacer que el personaje de Martinaud fuera psicológicamente más complejo de lo que era en el libro. 
Yves Montand fue la primera opción para interpretar al inspector Gallien, pero rechazó la propuesta.  Lino Ventura conoció a Miller y, seducido por el director y el guion, aceptó el papel. En France Inter, en junio de 1981, el actor dijo que "Esta película es un desafío, una apuesta, en cierto modo".  Para el papel del ambiguo Maître Martinaud, se eligió a Michel Serrault.  Desde L'Ibis rouge, Serrault había conseguido superar su imagen cómica para interpretar personajes conflictivos,  aunque le resulta difícil apartarse de esos papeles.  El otro papel central, el de la esposa de Martinaud, fur confiado a Romy Schneider. 
Al leer la novela, Serrault tuvo la sensación de que al personaje acusado, una persona un tanto corriente, le faltaba orgullo. Sugirió que su cara a cara con el inspector de policía encargado de interrogarlo sería más significativo si tuviera una posición que defender desde el principio.  Su personaje se convirtió entonces en un notario arrogante, vestido con un elegante esmoquin, lo que daría a la película otra perspectiva social, 
Otra diferencia notable entre la novela y la adaptación es que la película utiliza esta especificidad policial francesa que es la custodia policial. En otros países existen disposiciones similares, pero en Estados Unidos se autoriza la presencia continua de un abogado durante los interrogatorios, hasta el punto de que se anima al sospechoso a permanecer en silencio. 
Miller le pidió a Lam Lê que creara un guion gráfico completo para la película antes del rodaje.  El rodaje comenzó el 27 de enero de 1981 y finalizó el 13 de marzo de 1981.  La película se rodó casi íntegramente en orden cronológico en los estudios Éclair de Épinay-sur-Seine (departamento de Seine-Saint-Denis). La secuencia de la película que se desarrolla en un hotel, se rodó en el Hôtel Royal Monceau (35 Avenue Hoche, París 8) de París.

## Elenco
- Lino Ventura : inspetor Antoine Gallien
- Michel Serrault : Jérôme Martinaud
- Romy Schneider : Chantal Martinaud
- Guy Marchand : inspector Marcel Belmont
- Pierre Maguelon : inspector Adami
- Jean-Claude Penchenat : jefe superintendente
- Elsa Lunghini : Camille
- Annie Miller : la madre de Camille
- Michel Such : Jean-Marie Jabelain
- Didier Agostini : joven policía
- Patrick Depeyrrat : policía
- Yves Pignot : policía
- Mathieu Schiffman : el hijo Berthier
- Serge Malik : el mecánico

## Recepción
Se estrenó en los cines franceses el 23 de septiembre de 1981 y fue aclamada por la crítica, en particular por Jean de Baroncelli del periódico Le Monde, que escribió que el largometraje era "un éxito, un reto brillantemente asumido, cuyo éxito previsible dependerá tanto del interés del tema y de la calidad de la puesta en escena como de la reputación de los intérpretes y del brío del dialoguista."  También logró un éxito de público gracias al buen boca a boca, ya que ocupó durante tres semanas el segundo puesto de la taquilla parisina con más de 388 000 espectadores,  detrás de Raiders of the Lost Ark.  En París y sus alrededores, la película tuvo 726 359 espectadores al final de su proyección.  El éxito se confirmó en provincias, lo que le permitió registrar un total de 2 098 038 espectadores en Francia.  
El éxito de la película permitió a Claude Miller obtener su mejor resultado de taquilla y su primera película millonaria (La mejor manera de andar había recaudado cerca de 600 000 entradas en 1976 y Dites-lui que je l'aime más de 531 000 entradas el año siguiente)  antes de ser superada por L'Effrontée en 1985 (casi 2,8 millones de entradas).  Fuera de ello, la buena acogida del público permitió Lino Ventura retornar a la senda del éxito, ya que no había tenido una película que hubiera alcanzado el millón de entradas desde mediados de los años 1970 con El incorruptible (1,9 millones de entradas en 1975) y Excelentísimos cadáveres (1 millones de entradas en 1976).
La película recibió críticas mixtas de los críticos de habla inglesa. Time Out dijo que era "un excelente thriller psicológico" en el que "el potencial teatral del material... se ve admirablemente sacudido por una adaptación inspirada, la puesta en escena y la edición".  En The New York Times, Janet Maslin lo llamó "un melodrama criminal lento y claustrofóbico con mucha charla", pero "los actores ayudan a mantener la película relativamente fascinante".  Roy Armes escribió que la película "muestra las habilidades de Miller en su máxima expresión" y agregó que es "un espectáculo puro de cien minutos, una historia que capta la atención infaliblemente pero que en su desarrollo destruye su propia lógica dolorosamente construida". 
La página alemana de crítica cinematográfica Lexikon des internationalen Films elogió: “Emocionante obra de cámara sobre la identidad y la diferencia entre culpa jurídica y moral, que adquiere su importancia principalmente por la brillante capacidad interpretativa de los protagonistas”. 

## Premios
| Año  | Premio                                     | Categoría              | Nominado                                    | Resultado |
| ---- | ------------------------------------------ | ---------------------- | ------------------------------------------- | --------- |
| 1981 | Premio Méliès                              | Mejor película         | -                                           | Ganadora  |
| 1981 | Festival Internacional de Cine de Montreal | Mejor guion            | Claude Miller y Jean Herman                 | Ganadores |
| 1982 | Premios César                              | Mejor película         | -                                           | Nominado  |
| 1982 | Premios César                              | Mejor actor            | Michel Serrault                             | Ganador   |
| 1982 | Premios César                              | Mejor actor secundario | Guy Marchand                                | Ganador   |
| 1982 | Premios César                              | Mejor director         | Claude Miller                               | Nominado  |
| 1982 | Premios César                              | Mejor guion            | Claude Miller, Jean Herman y Michel Audiard | Ganadores |
| 1982 | Premios César                              | Mejor fotografía       | Bruno Nuytten                               | Nominado  |
| 1982 | Premios César                              | Mejor montaje          | Albert Jurgenson                            | Ganador   |
| 1982 | Premios César                              | Mejor sonido           | Paul Lainé                                  | Nominado  |

## Nueva versión
En 2000, Stephen Hopkins creó una nueva versión llamada Bajo sospecha. En ella, Gene Hackman interpretó el papel del presunto infanticida y Morgan Freeman interpretó el papel del inspector. La actriz italiana Monica Bellucci asumió el papel de Romy Schneider en la película de Miller. La nueva versión, que básicamente seguía el guion de Claude Miller, no alcanzó el éxito de la original y fue un fracaso financiero en Estados Unidos. 